# Faramir
Faramir er en fiktiv figur fra J.R.R. Tolkiens trilogi Ringenes Herre.
Han blev født i år 2983 (af den tredje alder), som den anden søn af Denethor 2. marsk af Gondor og Finduilas fra Dol Amroth. Han elskede sin storebror Boromir, men de var forskellige af natur.
Efter Sauron's nederlag blev han gift med prinsesse Eowyn fra Rohan. Han blev udnævnt til fyrste af Ithilien og Aragorn's marsk. Han døde i år 82 (af den fjerde alder) og blev efterfulgt af sin søn Elboron.
Han havde en drøm som fik Boromir til at tage til Kløvedal. I drømmen blev himlen mod øst mørk og der lød torden men mod vest var der et blegt lysskær og der lød en klar men fjern stemme der råbte:
Bruden er den søgte klinge,
Hviler i Imladris muld,
Stærke råd de frem må mane:
Overvindes skal Morgul.
Men et tegn må tiden bringe,
Nærmere er Dommens Dag,
Vågne skal Isildurs Bane,
Halvlang ruster sig til slag